# Geo Poggenbeek
George Jan Hendrik ('Geo') Poggenbeek ( Ámsterdam, 20 de julio de 1853-4 de enero de 1903 ) fue un pintor paisajista holandés. Se le considera parte de la segunda generación de la Escuela de La Haya.

## Trayectoria

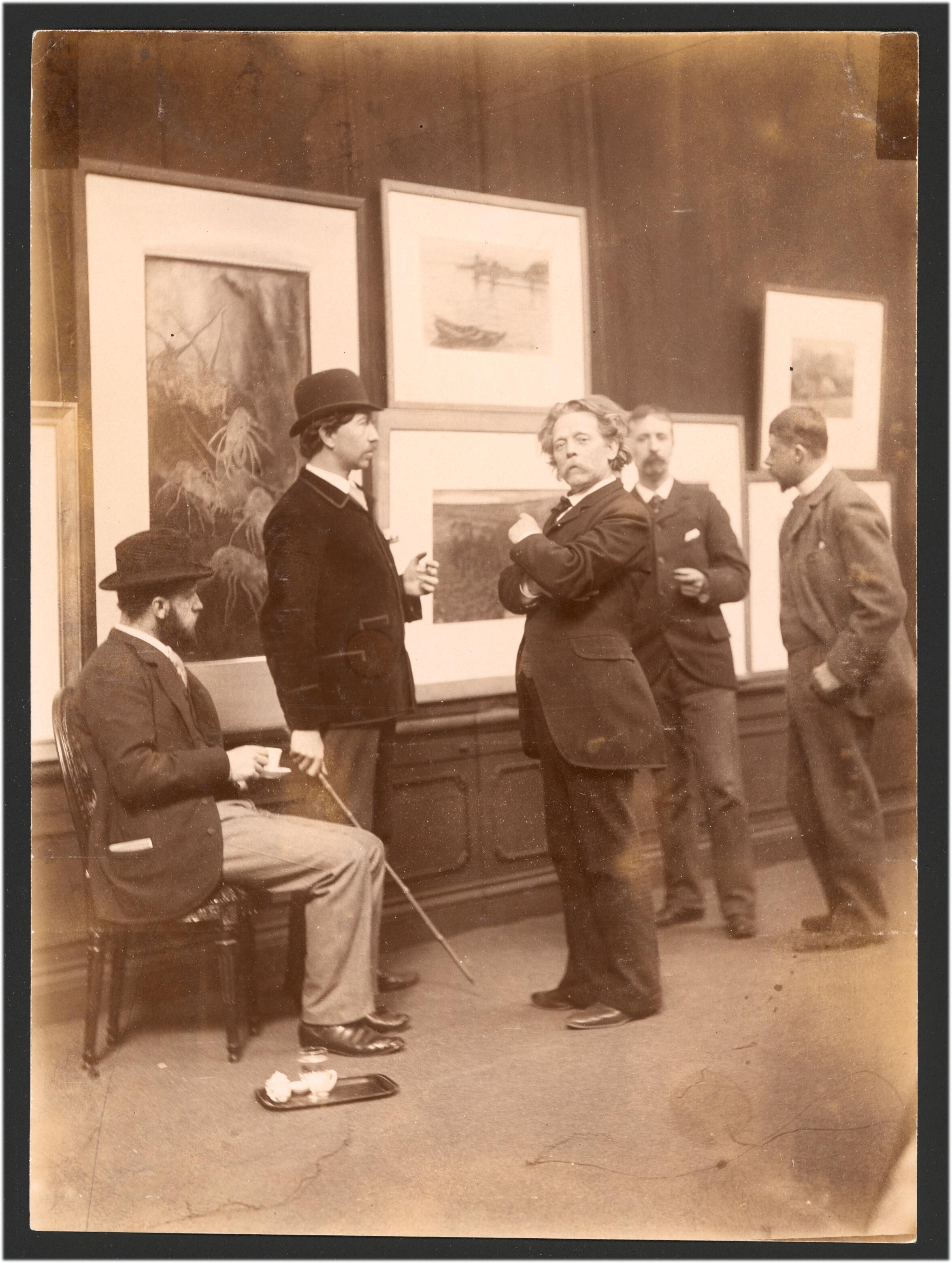
Miembros del Arti et Amicitiae, 1893. De izquierda a derecha: Poggenbeek, Bastert, Heijl, Beetle, Breitner

Poggenbeek trabajó en una oficina cuando era joven, pero bajo la influencia de su amistad con el pintor Theo Hanrath, que murió joven, eligió la profesión de pintor cuando tenía diecinueve años. Junto con Hanrath fue aprendiz de Johannes Hendrik Veldhuijzen y también asistió a cursos de pintura y dibujo en la Rijksakademie van Beeldende Kunsten.
A principios de la década de 1870, Poggenbeek se hizo amigo de Marinus Heijl y Nico Bastert, con quienes iba a menudo a dibujar en Gelderland y Drenthe. A finales de la década de 1870 viajó mucho con Bastert por Suiza, Italia y Francia. Cabe destacar que permanecerían durante mucho tiempo en Normandía y Bretaña, donde pintaron principalmente paisajes y escenas urbanas. Bastert describiría más tarde este período como de "un gran placer".
Entre 1880 y 1882, Poggenbeek y Bastert vivieron y trabajaron juntos en Ámsterdam, en el estudio de Poggenbeek cerca de Oosterpark. En 1882 Bastert se trasladó a su propio estudio en La Haya. Sin embargo, durante los siguientes siete años, viajaron a menudo a una casa en Breukelen para pintar el paisaje holandés, con los canales y ríos, a menudo con ganado o patos. También hicieron muchas vistas cerca del Vecht.
Poggenbeek se considera parte de la segunda generación de la Escuela de La Haya. Fue fuertemente influenciado por Anton Mauve, con quien se quedó en su casa de Laren durante tres meses en 1886. Su trabajo es atmosférico y temperamental. Trabajó con tonos base suaves y finos, a menudo en un tono de verde brillante y específico.
El crítico de pintura y arte Philippe Zilcken (1857-1930) escribió en Geïllustreerd Maandschrift de Elsevier en 1898: 'Poggenbeek y Karsen ciertamente han puesto la intimidad más pronunciada en su obra de pintores contemporáneos. Poggenbeek, en particular, está lleno de sensibilidad. Si eso se nota en su obra, no se nota menos cuando lo conoces: extremadamente modesto, amigable y cautivador'.
En Ámsterdam, Poggenbeek pintó varios paisajes urbanos en un estilo que recuerda mucho al de George Breitner. Algunas de estas obras ahora se cuentan entre las mejores de su obra. En 1893, 1895 y 1897 realizó nuevos viajes de estudio a Francia.
Poggenbeek también era conocido como buen grabador. Fue maestro de Johan Scherrewitz (1858-1951) y ganó medallas en exposiciones en París (1894), Chicago (1895) y Berlín (1895).
Poggenbeek murió en 1903, a los 49 años. Su obra se puede encontrar en el Rijksmuseum de Ámsterdam y el Gemeentemuseum de La Haya, así como en numerosas colecciones de instituciones y de particulares en los Países Bajos y en el extranjero.

## Galería

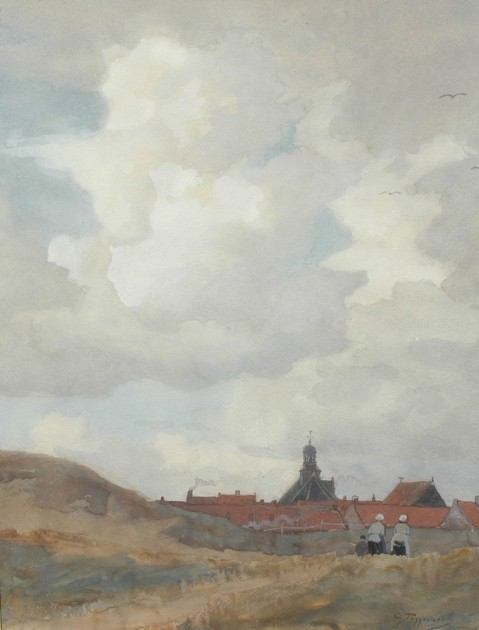
Dunas en Noordwijk aan Zee con pescadoras que regresan a casa
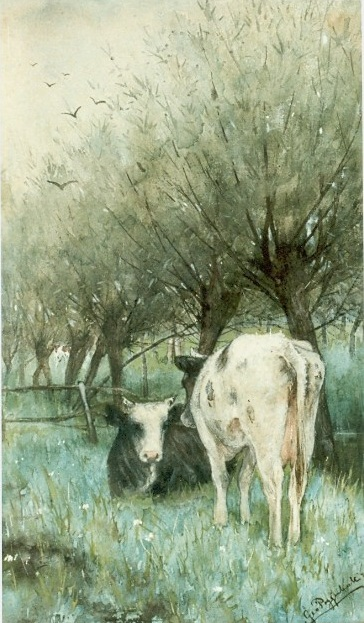
Terneros en sauce desmochado
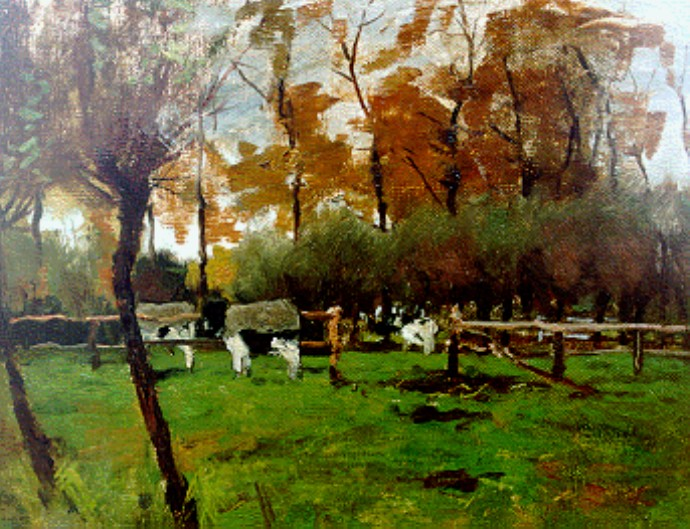
Vacas en una cerca
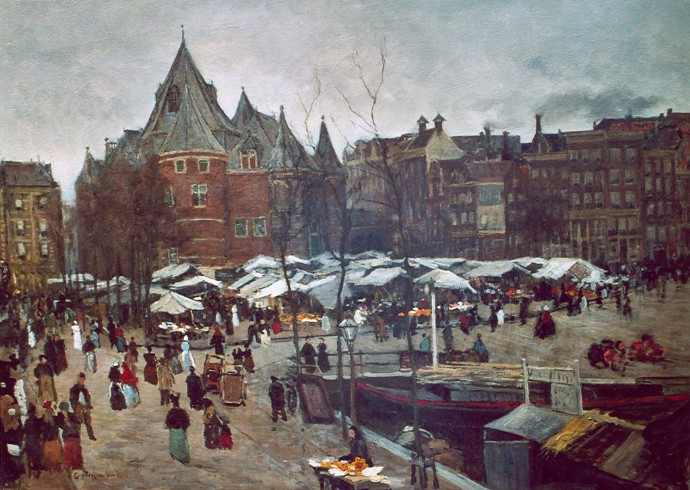
Día de mercado en Nieuwmarkt, Amsterdam
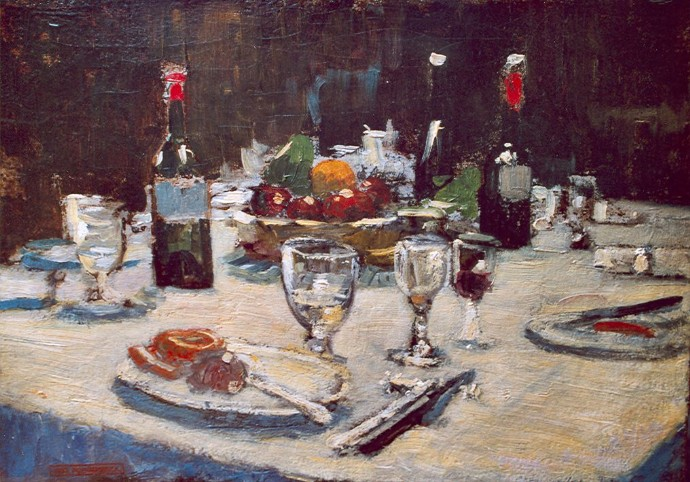
fiesta dis
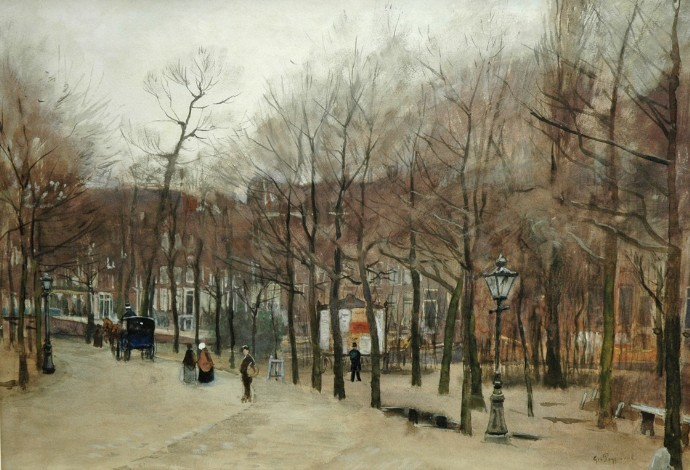
Vista de la calle amsterdam con figuras
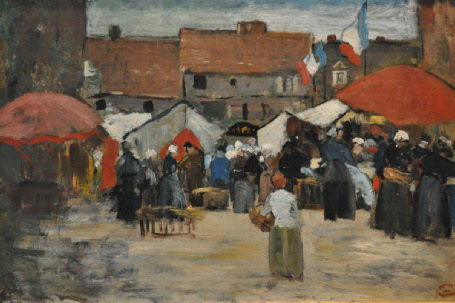
En el mercado, Francia
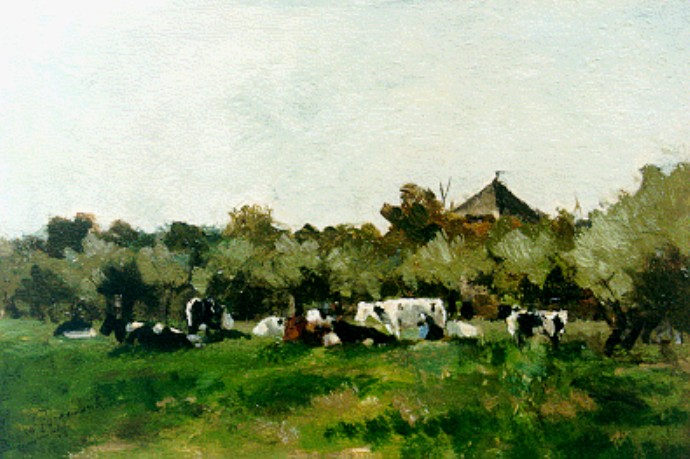
tiempo de ordeño
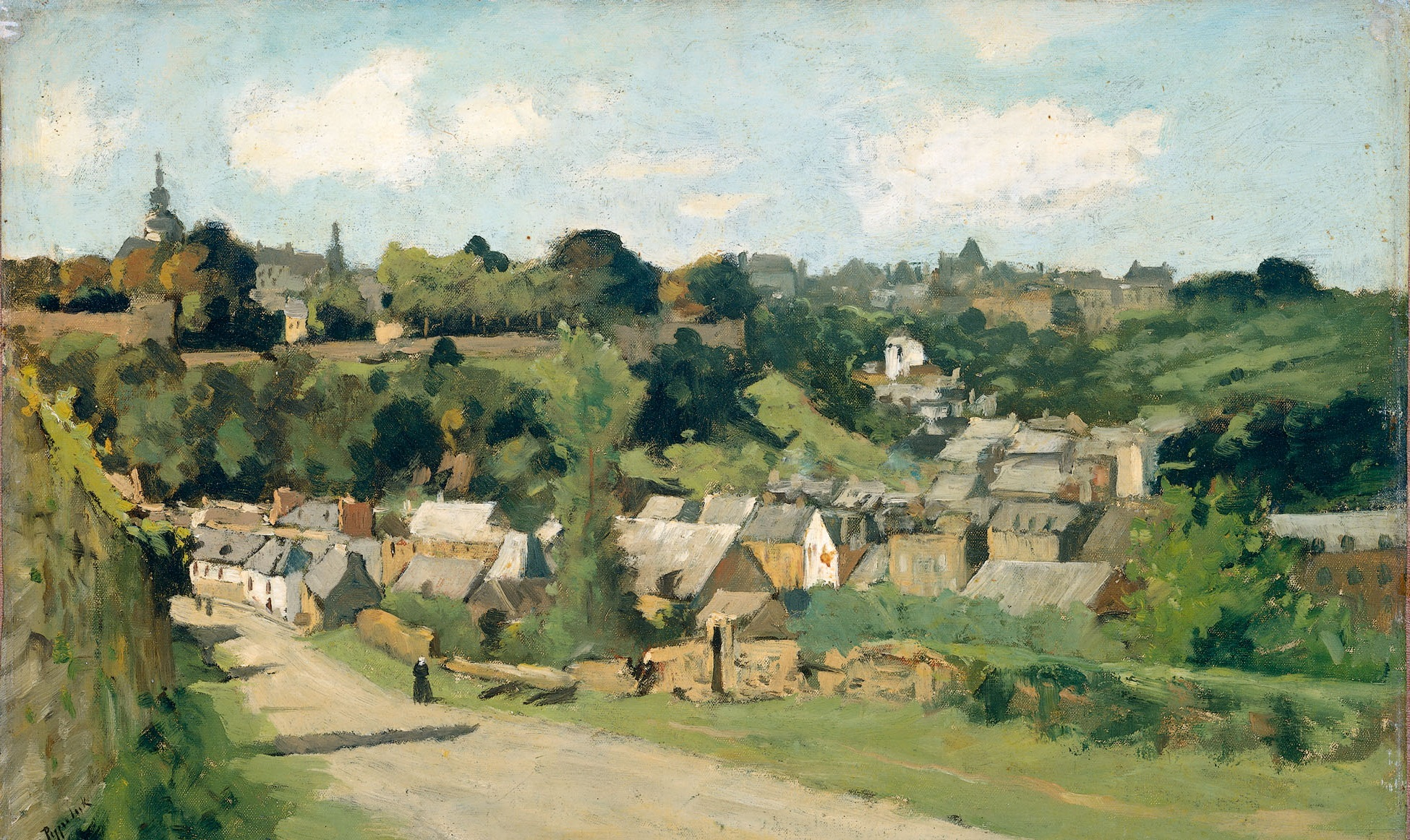
Vista de Dinan
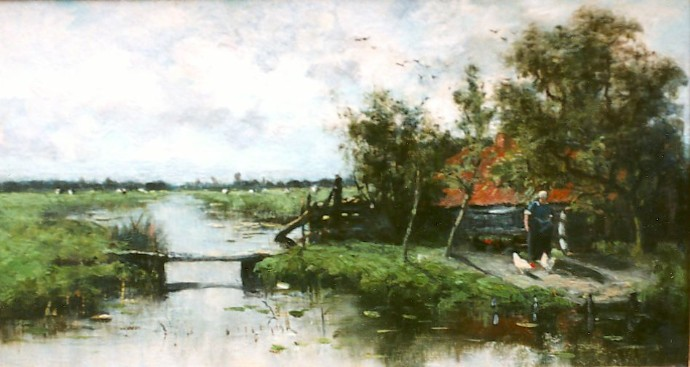
paisaje fluvial